# Chobienice (gromada)
Chobienice – dawna gromada, czyli najmniejsza jednostka podziału terytorialnego Polskiej Rzeczypospolitej Ludowej w latach 1954–1972.
Gromady, z gromadzkimi radami narodowymi (GRN) jako organami władzy najniższego stopnia na wsi, funkcjonowały od reformy reorganizującej administrację wiejską przeprowadzonej jesienią 1954 do momentu ich zniesienia z dniem 1 stycznia 1973, tym samym wypierając organizację gminną w latach 1954–1972.
Gromadę Chobienice z siedzibą GRN w Chobienicach utworzono – jako jedną z 8759 gromad na obszarze Polski – w powiecie wolsztyńskim w woj. poznańskim, na mocy uchwały nr 41/54 WRN w Poznaniu z dnia 5 października 1954. W skład jednostki weszły obszary dotychczasowych gromad Chobienice, Grójec Mały, Grójec Wielki i Wojciechowo ze zniesionej gminy Siedlec w tymże powiecie. Dla gromady ustalono 13 członków gromadzkiej rady narodowej.
1 stycznia 1962 do gromady Chobienice włączono miejscowości Godziszewo, Morgi i Zakrzewo ze zniesionej gromady Belęcin w tymże powiecie.
31 grudnia 1971 gromadę zniesiono, a jej obszar włączono do gromad: Siedlec (miejscowości Chobienice, Grójec Mały, Grójec Wielki i Wojciechowo) i Tuchorza (miejscowości Godziszewo i Zakrzewo) w tymże powiecie.